# Tellina ponsonbyi
Tellina ponsonbyi is een tweekleppigensoort uit de familie van de Tellinidae. De wetenschappelijke naam van de soort is voor het eerst geldig gepubliceerd in 1889 door G. B. Sowerby III.